# 瞳孔放大
散瞳症（Mydriasis）指瞳孔异常扩大的症状，通常由非生理性原因引起，少数情况下也可能是生理性瞳孔反应。非生理性原因包括疾病、创伤或特定药物使用，也可能病因不明。
正常情况下，作为瞳孔光感反射的一部分，瞳孔在黑暗中会扩大以增强夜视能力，在强光下会收缩以保护视网膜免受日光损伤。而散瞳状态下的瞳孔即使在明亮环境中仍保持过度扩大。虹膜放射状肌纤维兴奋导致瞳孔扩大的现象即称为散瞳。广义上，散瞳也指瞳孔在弱光条件或交感神经刺激下的自然扩大。眼科检查（尤其是需要观察视网膜的操作）常需使用药物诱导散瞳。
单侧固定性散瞳可能是颅内压增高的症状。与之相反的瞳孔收缩称为縮瞳。散瞳和缩瞳均可为生理性现象。瞳孔不等（Anisocoria）则指双眼瞳孔扩张程度不一致的状态。

## 病因

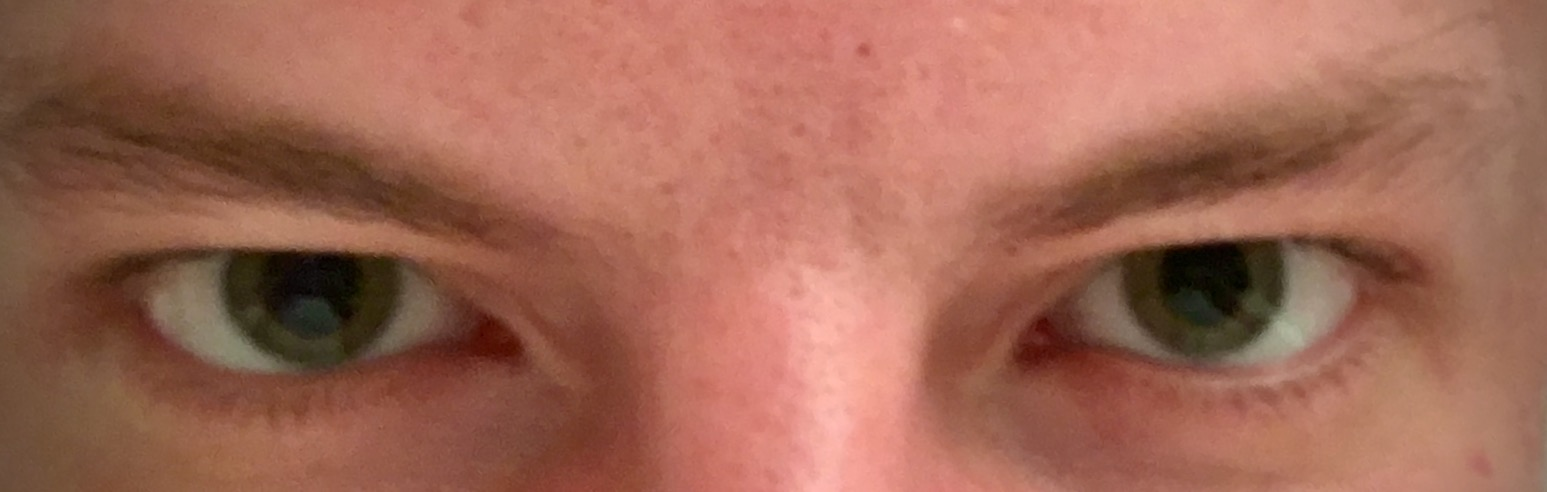
因迷幻药LSD引起交感神经系统过度激活导致的双侧瞳孔散大

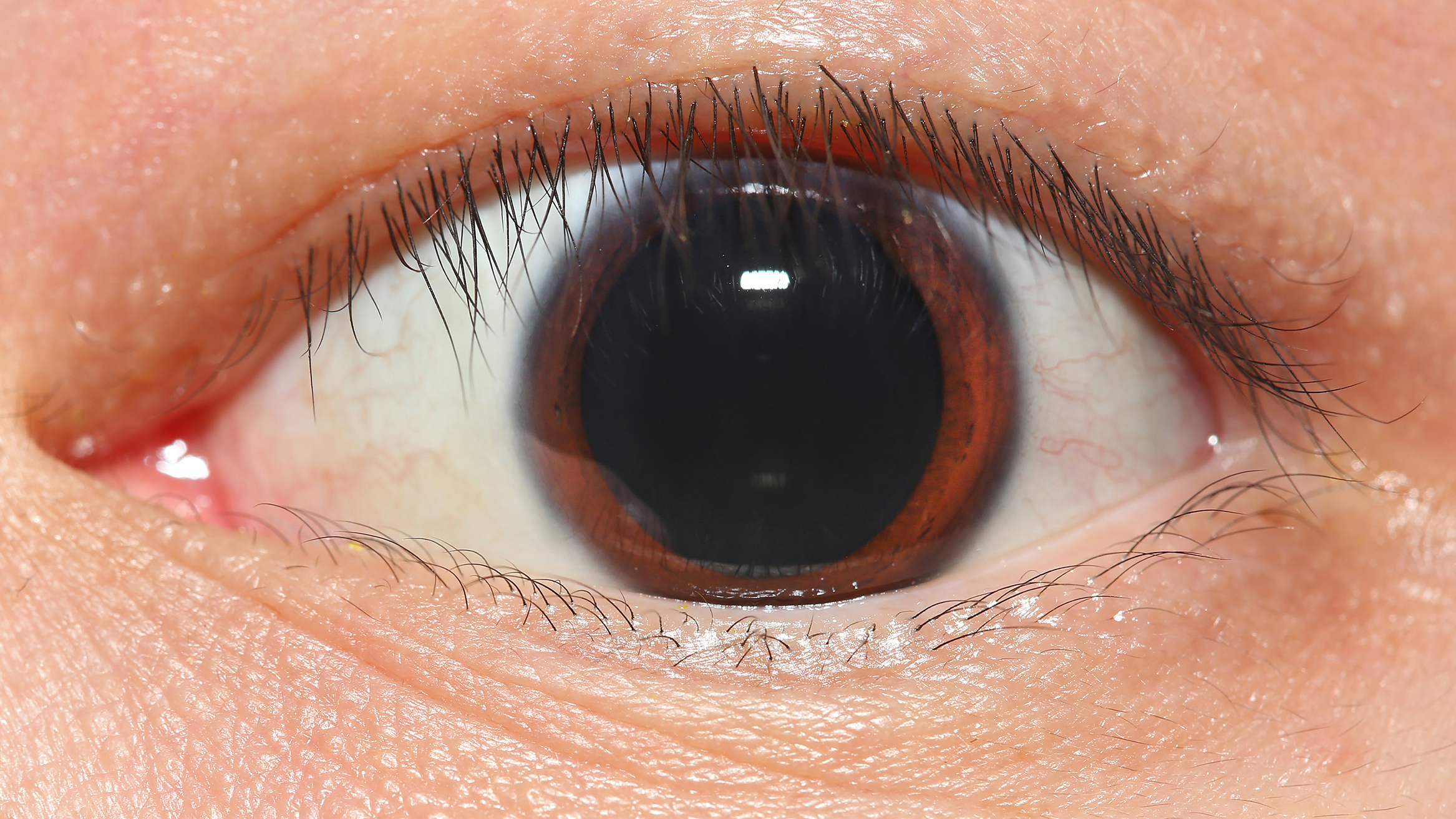
昏暗光线下瞳孔直径扩大至9毫米。多数人无法在不使用散瞳剂的情况下达到此种扩张程度

控制虹膜大小的肌肉分为两种：由环状肌纤维构成的虹膜括约肌，以及由放射状肌纤维构成的虹膜开大肌。括约肌受副交感神经系统支配，开大肌则受交感神经系统调控。交感神经刺激肾上腺素受体可引起放射肌收缩并导致瞳孔扩大；反之，副交感神经刺激则引发环状肌收缩和瞳孔缩小。
散瞳机制取决于具体诱因，通常涉及支配眼部的副交感神经（正常状态下收缩瞳孔）功能受损，或交感神经系统（SNS）过度活跃。
瞳孔直径在需要记忆与注意力的认知任务中也会增大，这一现象在心理生理学实验中常作为中枢神经激活（「唤醒」）的指标。

### 药物
散瞳药（Mydriatic）是指能诱导瞳孔扩大的制剂。医学上常用托吡卡胺等药物以便检查视网膜等眼内深层结构。散瞳药通常兼具睫状肌麻痹效应，可减弱或麻痹调节反射，此特性也用于特定眼科检查或治疗（如缓解疼痛性睫状肌痉挛）。使用散瞳药的主要副作用是强光不耐受（畏光）。药物诱导的散瞳还可作为霍纳症候群的诊断测试。
散瞳可通过调节肾上腺素能或胆碱能信号通路实现：
可能导致散瞳的药物包括：
- 兴奋剂（通常为单胺能类）：如苯丙胺、可卡因、MDMA及甲卡西酮
- 抗胆碱药：如苯海拉明、阿托品、莨菪碱和東莨菪鹼，通过拮抗眼部毒蕈碱型乙酰胆碱受体发挥作用。阻断乙酰胆碱受体可降低瞳孔肌肉收缩能力导致散瞳（在白内障手术等需经瞳孔通路无阻碍进入眼内结构的手术中至关重要，故术前需同时进行眼肌麻痹和麻醉）。抗胆碱药托吡卡胺可作为手术用散瞳剂[5]
- 血清素能药物：如LSD、迷幻蘑菇、麦司卡林及2C-B，此类药物通常具有致幻作用。类似地，选择性血清素再摄取抑制剂也可能导致散瞳
- 解离性麻醉剂：如右美沙芬（兼具SSRI和σ1受体激动作用）
- 特定GABA能药物：如芬尼布特（英语：Phenibut）及γ-羟基丁酸
- 肾上腺素受体激动剂：如去氧肾上腺素和环戊通[6]。手术中若需强效散瞳可选用肾上腺素受体激动剂[7]。去甲肾上腺素作为调节自主神经系统的激素和神经递质，可通过虹膜肌肉调控瞳孔孔径。因此肾上腺素受体激动剂通过模拟去甲肾上腺素活性引发散瞳

催产素的自然释放可能导致轻度至中度散瞳。
药物长期作用也可能导致散瞳，例如阿片类药物戒断。
大麻可能导致散瞳。

### 自主神经病变
副交感神经纤维与颅神经III（动眼神经）伴行，支配眼部环状肌层（瞳孔括约肌）。该神经损伤通常表现为瞳孔散大，因为支配瞳孔的交感神经（引起散瞳）未受影响而失去拮抗。
多种中枢神经系统疾病（如癫痫、中风和脑疝前期）也可导致暂时性散瞳。脑部灾难性事件或快速增大的颅内占位可压迫动眼神经。

### 创伤
頭部損傷或眼外伤可能损伤虹膜括約肌（负责收缩瞳孔的肌肉）或其支配神经，导致正常瞳孔对光反射减弱或消失。